# Yes (UNIX)
yes（イエス）は UNIX のコマンドであり、kill されるまで継続的に y またはユーザの定義した文字列を出力する。

## 説明
単独で用いられた場合には、ユーザが止めるか kill されるまで yes コマンドは 'y' または引数で指定されたものと改行を出力する。パイプでコマンドに接続された場合には、プログラムの実行が完了してパイプが破棄されるまで続けられる。
yes を使うとプロセッサの使用率が 100% になるので、システムがどれだけ高負荷に対応できるのかを試験するために使われることもある。例えば、プロセッサの使用率が 100% のときにシステムの冷却装置が効率的に動作するのかどうかを調べるのに便利である。

## 使用法
返答を求めるコマンドに対して yes を返すのにコマンド yes が使える。それによってコマンドを非対話的に実行することができる。
このような使用法は今日では古いであろう。ユーザからの返答を要求するほとんどのコマンドには（rm -f のような）「強制」オプションや（yum -y のような）「yes を想定する」オプションがあるからである。また、cpanコマンドで依存モジュールを自動インストールするには、prerequisites_policyをallowに設定すればよい。
例えば、以下のような
```
rm -f *.txt
```

は
```
yes | rm *.txt
```

に等しい。